# Parigi-Bourges 2023
La Parigi-Bourges 2023, settantaduesima edizione della corsa e valida come prova dell'UCI Europe Tour 2023 categoria 1.1, si svolse il 5 ottobre 2023 su un percorso di 198 km, con partenza da Gien e arrivo a Bourges, in Francia. La vittoria fu appannaggio del francese Arnaud Démare, il quale completò il percorso in 4h25'56", alla media di 44,673 km/h, precedendo i belgi Arnaud De Lie e Jordi Meeus.
Sul traguardo di Bourges 121 ciclisti, dei 126 partiti da Gien, portarono a termine la competizione.

## Squadre e corridori partecipanti
| N.    | Cod. | Squadra                  |
| ----- | ---- | ------------------------ |
| 1-7   | ADC  | Alpecin-Deceuninck       |
| 11-17 | GFC  | Groupama-FDJ             |
| 21-27 | COF  | Cofidis                  |
| 31-36 | LTK  | Lidl-Trek                |
| 41-46 | BOH  | Bora-Hansgrohe           |
| 51-57 | ACT  | AG2R Citroën Team        |
| 61-67 | ARK  | Team Arkéa-Samsic        |
| 71-77 | UAD  | UAE Team Emirates        |
| 81-87 | ICW  | Intermarché-Circus-Wanty |
| 91-97 | TEN  | TotalEnergies            |

| N.      | Cod. | Squadra                           |
| ------- | ---- | --------------------------------- |
| 101-107 | LTD  | Lotto Dstny                       |
| 111-117 | UXT  | Uno-X Pro Cycling Team            |
| 121-125 | TFB  | Team Flanders-Baloise             |
| 131-137 | EUS  | Euskaltel-Euskadi                 |
| 141-147 | EKP  | Equipo Kern Pharma                |
| 151-157 | NMC  | Nice Métropole Côte d'Azur        |
| 161-167 | UCN  | CIC U Nantes Atlantique           |
| 171-177 | VRL  | Van Rysel-Roubaix Lille Métropole |
| 181-187 | AUB  | St Michel-Mavic-Auber93           |

## Ordine d'arrivo (Top 10)
| Pos. | Corridore         | Squadra       | Tempo    |
| ---- | ----------------- | ------------- | -------- |
| 1    | Arnaud Démare     | Arkéa         | 4h25'56" |
| 2    | Arnaud De Lie     | Lotto         | s.t.     |
| 3    | Jordi Meeus       | Bora          | s.t.     |
| 4    | Paul Penhoët      | Groupama      | s.t.     |
| 5    | S. Kragh Andersen | Alpecin       | s.t.     |
| 6    | Danny van Poppel  | Bora          | s.t.     |
| 7    | Arne Marit        | Intermarché   | s.t.     |
| 8    | Bryan Coquard     | Cofidis       | s.t.     |
| 9    | Davide Cimolai    | Cofidis       | s.t.     |
| 10   | Jason Tesson      | TotalEnergies | s.t.     |